# Berberodes trilinea
Berberodes trilinea är en fjärilsart som beskrevs av William Schaus 1911. Berberodes trilinea ingår i släktet Berberodes och familjen mätare. Inga underarter finns listade i Catalogue of Life.